# (7701) Zrzavý
7701 Zrzavý (1990 TX8) – planetoida z grupy pasa głównego asteroid okrążająca Słońce w ciągu 4,42 lat w średniej odległości 2,69 j.a. Odkryta 14 października 1990 roku.